# Mitch Booth
Mitchell Jay "Mitch" Booth (Sydney, 4 de janeiro de 1963) é um velejador batavo-australiano, medalhista olímpico. Ele competiu nos Jogos Olímpicos de Verão de 1996 na classe Tornado e conquistou a medalha de prata, ao lado de Andrew Landenberger. Na edição anterior, nos Jogos Olímpicos de Verão de 1992, ambos conseguiram o bronze nesta mesma classe, desta vez com John Forbes, como representante da Austrália. A partir de 2004, passou a representar os Países Baixos.
Booth iniciou sua carreira de velejador aos quatro anos de idade, quando sua mãe lhe ensinou o básico sobre Pittwater. Ao lado de seu pai, John (Jay) Booth venceu seu primeiro campeonato estadual aos sete anos de idade. Seu pai honrou seu desejo de ser capitão e competir em competições internacionais. Sua primeira descoberta veio aos dezessete anos, ao terminar em segundo lugar no Campeonato Australiano. Essa conquista garantiu sua participação no Mundial nos Estados Unidos. De uma frota de mais de cem barcos representando nove países, ele e sua tripulação conquistaram o título. Desde então, Booth construiu sua vida como velejador profissional.
No total, participou em 64 Campeonatos Mundiais, sagrando-se campeão mundial dez vezes. Nos 50 campeonatos nacionais em que participou conquistou o título 13 vezes. Ele ganhou 23 dos 47 campeonatos estaduais australianos em que atuou. Ele ganhou oito títulos europeus desde que se tornou holandês em dezesseis partidas.